# Вараш
Вараш (укр. Вараш), од 1977. до 2016. Кузњецовск, град је Украјини у Ривањској области. Према процени из 2012. у граду је живело 41.273 становника.

## Становништво
Према процени, у граду је 2012. живело 41.273 становника.
| 1979. | 1989.  | 2001.  | 2012.  |
| ----- | ------ | ------ | ------ |
| 9.026 | 29.858 | 38.830 | 41.273 |